# Candelaria Ruiz del Árbol
Candelaria Ruiz del Árbol (Zamora, siglo XIX - Madrid, 1915) fue la fundadora de un barrio de la ciudad de Zamora al promover la construcción de las denominadas 'casas baratas' para familias pobres que fueron inauguradas en 1896 y dieron lugar al barrio de la Candelaria.

## Biografía
Candelaria Ruiz del Árbol pertenecía a una familia adinerada de Zamora que no le impidió tener una acusada sensibilidad con las personas más necesitadas siendo notorio las ayudas que dispensaba. 
Contrajo matrimonio en 1859 con Sabino Herrero Olea, uno de los fundadores de El Norte de Castilla, periodista, político y jurisconsulto, ambos de familias adineradas y relacionados con la alta sociedad y el mundo de la política. Sabino Herrero Olea de ideas y filiación política progresista fue varias veces diputado y senador durante el Sexenio Democrático. Años más tarde ambos se exiliaron a Francia, su esposo falleció en Vichy en 1879 y Candelaria regresó a Valladolid donde tenía propiedades y negocios.   
Candelaria Ruiz del Árbol falleció en Madrid el 18 de febrero de 1915 y fue enterrada en Zamora en el cementerio San Atilano, en la esquela publicada en el periódico el Heraldo se pedía que no se enviaran coronas de flores ni se repartieran estampas recordatorias.

## Labor social

### Viviendas
Candelaria aunque residía en Valladolid quiso favorecer a las personas más humildes de su ciudad natal, Zamora, con la construcción de casas que fueron el germen del barrio de La Candelaria.
A finales del siglo XIX decidió promover la construcción de seis 'casas baratas' en Zamora para albergar a seis familias pobres de la capital, que fueron inauguradas en 1896 por Candelaria Ruiz del Árbol, quien se desplazó desde Valladolid.

### Escuela
Las ayudas que prodigaba abarcaban todos los campos, desde las meras dádivas caritativas hasta proyectos de mayor calado social, como escuelas. 
Candelaria intentó realizar la construcción de escuelas de primera enseñanza que diera servicio a unos barrios más deprimidos de la ciudad, ella asumiría todo los costes de construcción y de sostenimiento y la propiedad pasaría al Ayuntamiento de Valladolid. El proyecto fue gestionado a través del abogado y político José Muro, entre 1889 y 1892 pero no llegó a concluir con éxito. 
Como se refleja en el libro La arquitectura escolar en España y su reflejo en la ciudad de Valladolid (1900-1936) de Rodrigo Almonacid Canseco para el Instituto Universitario de Urbanística de la Universidad de Valladolid:

Años atrás, el abogado y político José Muro representó, entre 1889 y 1892, a Doña Candelaria Ruiz del Árbol, viuda del empresario, periodista y también político Sabino Herrero Olea, para construir una escuela de primera enseñanza, “inscribiéndola el Ayuntamiento como suya”, que diera servicio a las parroquias de San Martín, San Pedro, San Juan o la Magdalena. De haberse llevado a cabo, Ruiz del Árbol se hubiese encargado de dotar de mobiliario a la escuela, de atender la conservación del edificio y de nombrar a los maestros, a los que pagaría, primero ella y después sus herederos..

## Reconocimientos
En Zamora capital lleva su nombre el barrio (la Candelaria) y una calle (Calle Candelaria Ruiz del Árbol) .